# Cantone di Brionne
Il Cantone di Brionne è una divisione amministrativa dell'arrondissement di Bernay.
A seguito della riforma approvata con decreto del 25 febbraio 2014, che ha avuto attuazione dopo le elezioni dipartimentali del 2015, è passato da 23 a 44 comuni.

## Composizione
I 23 comuni facenti parte prima della riforma del 2014 erano:
- Aclou
- Le Bec-Hellouin
- Berthouville
- Boisney
- Bosrobert
- Brétigny
- Brionne
- Calleville
- Franqueville
- Harcourt
- La Haye-de-Calleville
- Hecmanville
- Livet-sur-Authou
- Malleville-sur-le-Bec
- Morsan
- La Neuville-du-Bosc
- Neuville-sur-Authou
- Notre-Dame-d'Épine
- Saint-Cyr-de-Salerne
- Saint-Éloi-de-Fourques
- Saint-Paul-de-Fourques
- Saint-Pierre-de-Salerne
- Saint-Victor-d'Épine

Dal 2015 i comuni appartenenti al cantone sono i seguenti 44:
- Aclou
- Barc
- Barquet
- Beaumontel
- Beaumont-le-Roger
- Le Bec-Hellouin
- Berthouville
- Berville-la-Campagne
- Boisney
- Bosrobert
- Bray
- Brétigny
- Brionne
- Calleville
- Combon
- Écardenville-la-Campagne
- Fontaine-la-Soret
- Franqueville
- Goupillières
- Grosley-sur-Risle
- Harcourt
- La Haye-de-Calleville
- Hecmanville
- La Houssaye
- Launay
- Livet-sur-Authou
- Malleville-sur-le-Bec
- Morsan
- Nassandres
- La Neuville-du-Bosc
- Neuville-sur-Authou
- Notre-Dame-d'Épine
- Perriers-la-Campagne
- Le Plessis-Sainte-Opportune
- Romilly-la-Puthenaye
- Rouge-Perriers
- Saint-Cyr-de-Salerne
- Saint-Éloi-de-Fourques
- Saint-Paul-de-Fourques
- Saint-Pierre-de-Salerne
- Saint-Victor-d'Épine
- Sainte-Opportune-du-Bosc
- Thibouville
- Le Tilleul-Othon